# Hubenov (Horní Bělá)
Hubenov je vesnice, část obce Horní Bělá v okrese Plzeň-sever v Plzeňském kraji.

## Historie
První písemná zmínka o vesnici pochází z roku 1337.

## Obyvatelstvo
Při sčítání lidu v roce 1921 zde žilo 112 obyvatel (z toho 55 mužů) československá národnosti. Většina se hlásila k římskokatolické církvi, ale čtyři byli evangelíci, patnáct jich patřilo k církvi československé a osm lidí bylo bez vyznání. Podle sčítání lidu z roku 1930 měla vesnice 109 obyvatel: 107 Čechoslováků a dva Němce. Převažovala římskokatolická většina, ale ve vsi žilo také sedm evangelíků, dva členové církve československé a osm lidí bez vyznání.
|                                                                          | 1869 | 1880 | 1890 | 1900 | 1910 | 1921    | 1930 | 1950 | 1961 | 1970 | 1980 | 1991 | 2001 | 2011 | 2021 |
| ------------------------------------------------------------------------ | ---- | ---- | ---- | ---- | ---- | ------- | ---- | ---- | ---- | ---- | ---- | ---- | ---- | ---- | ---- |
| Obyvatelé                                                                | 108  | 113  | 128  | 132  | 116  | 112/121 | 109  | 77   | 85   | 70   | 63   | 65   | 58   | 57   | 77   |
| Domy                                                                     | 12   | 13   | 17   | 18   | 19   | 19      | 22   | 23   | —    | 20   | 21   | 24   | 26   | 26   | 32   |
| Počet domů z roku 1961 je zahrnut v celkovém počtu domů obce Horní Bělá. |      |      |      |      |      |         |      |      |      |      |      |      |      |      |      |

## Obecní správa
Při sčítání lidu v roce 1869 Hubenov byl osadou obce Horní Bělá v okrese Kralovice. V letech 1880–1950 byl samostatnou obcí, se kterým patřil nejprve do okresu Kralovice, ale v roce 1950 v okrese Plasy. Od roku 1960 je znovu částí obce Horní Bělá v okrese Plzeň-sever.

## Pamětihodnosti
- Dva smírčí kříže